# Himmel und Erde müssen vergehn
Himmel und Erde müssen vergehn ist ein mündlich tradierter Kanon, der spätestens 1927 in Liederbüchern nachgewiesen ist. Verbreitet ist auch die Textierung Heut’ kommt der Hans zu mir, die ab 1937 in gedruckter Form belegbar ist.

## Hintergrund und Text
Der früheste nachweisliche Druck von Himmel und Erde müssen vergehn befindet sich in dem 1927 erschienenen Werk Flamme empor! – Kanons für Männerchöre von Fritz Jöde. Das genaue Entstehungsjahr und die Herkunft von Text und Melodie des Kanons sind nicht überliefert. Als Urheber von Text und Melodie wird gelegentlich der deutsche Komponist Hans-Ludwig Berger (1892–1972) genannt; diese Angabe ist allerdings nur bedingt verifizierbar. Der Text weist Ähnlichkeit mit der im Neuen Testament (Mk 13,31 ) enthaltenen Aussage Jesu Christi „Himmel und Erde werden vergehen, aber meine Worte werden nicht vergehen“ auf.
Himmel und Erde müssen vergeh’n,

aber die Musici, aber die Musici,

aber die Musici bleiben besteh’n.
Der Kanon, der oftmals zweistimmig gesungen wird, lässt sich gemeinsam mit C-a-f-f-e-e  und Es tönen die Lieder als Quodlibet vortragen.